# Aeolothrips aureus
Aeolothrips aureus är en insektsart som beskrevs av Dudley Moulton 1931. Aeolothrips aureus ingår i släktet Aeolothrips och familjen rovtripsar. Inga underarter finns listade i Catalogue of Life.